# Kiełpieniec
Kiełpieniec (prononcé en polonais : [kʲɛu̯ˈpjɛɲɛt͡s]) est un village polonais de la gmina de Gostynin dans la powiat de Gostynin de la voïvodie de Mazovie dans le centre-est de la Pologne.
Il se situe à environ 7 kilomètres au sud-est de Gostynin (siège de la powiat) et à 103 kilomètres à l'ouest de Varsovie (capitale de la Pologne).

## Histoire
De 1975 à 1998, le village appartenait administrativement à la voïvodie de Płock.